# Giovani Carlos Caldas Barroca
Giovani Carlos Caldas Barroca (* 14. Februar 1969 in Brasília) ist ein brasilianischer römisch-katholischer Geistlicher und Bischof von Uruaçu.

## Leben
Giovani Carlos Caldas Barroca studierte ab 1987 Philosophie und Katholische Theologie am Priesterseminar Nossa Senhora de Fátima in Brasília. Er empfing am 3. Dezember 1994 in der Kathedrale von Brasília das Sakrament der Priesterweihe für das Erzbistum Brasília. Anschließend spezialisierte sich Caldas Barroca am Centro Universitário Claretiano im Fach Biblische Exegese.
Caldas Barroca wurde am 8. Februar 1995 Pfarrer der Pfarrei São Miguel Arcanjo in Recanto das Emas. Zudem war er seit 18. Juni 2016 Bischofsvikar für das Vikariat Leste und seit 8. April 2019 Pfarradministrator der Pfarrei São Francisco de Assis in Recanto das Emas. Daneben lehrte Giovani Carlos Caldas Barroca Logik und Philosophie am Priesterseminar Nossa Senhora de Fátima in Brasília, am Seminário Redemptoris Mater und an der Theologischen Fakultät Brasília. Außerdem war er Mitglied des Priesterrates, des Bischofsrates und des Diözesanpastoralrates des Erzbistums Brasília. Ferner gründete Caldas Barroca die Katholische Gemeinschaft Vida Nova.
Am 17. Juni 2020 ernannte ihn Papst Franziskus zum Bischof von Uruaçu. Der Erzbischof von São Salvador da Bahia, Sérgio Kardinal da Rocha, spendete ihm am 5. September desselben Jahres in der Kathedrale von Brasília die Bischofsweihe; Mitkonsekratoren waren die Weihbischöfe in Brasília, José Aparecido Gonçalves de Almeida und Marcony Vinícius Ferreira. Die Amtseinführung erfolgte am 12. September 2020.